# Джордж Абела
Джордж Абела (мальт. Ġorġ Abela, англ. George Abela, нар. 22 квітня 1948, Кормі) — мальтійський політик-лейборист, президент Мальти (2009–2014).

## Біографія
Закінчивши Мальтійська університет, з 1975 Джордж Абела працював юристом, активно беручи участь у діяльності профспілкових організацій. В 1982–1992 він був президентом Футбольної асоціації Мальти і багато зробив для розвитку спортивної інфраструктури. Потім він був обраний заступником голови Лейбористської партії в партійних справах, а в 1996 після перемоги партії на парламентських виборах радником прем'єр-міністра Альфреда Санта, але вже наступного року через розбіжності з останнім пішов у відставку. В 1998 він покинув партійний пост, а в 2000 пішов з профспілкового керівництва, зайнявшись приватною юридичною практикою. В 2008 він брав участь у виборах лідера лейбористів, але зайняв друге місце, отримавши у другому турі близько 34 % голосів.
В 2009 парламент Мальти обрав Джорджа Абела новим президентом країни. Оскільки у влади в країні перебувала консервативна Націоналістична партія, це стало першим випадком обрання на Мальті президента від діючої опозиції.